# تيد وونغ
تيد وونغ (بالإنجليزية: Ted Wong)‏ (5 نوفمبر 1937 بهونغ كونغ البريطانية في المملكة المتحدة - 24 نوفمبر 2010) هو ملاكم أمريكي.